# Rębiska
Rębiska [pronunciación en polaco: /rɛmˈbiska/] (en casubio: Rãbiska; en alemán: Rembisko) es un pueblo ubicado en el distrito administrativo de Gmina Szemud, dentro del condado de Wejherowo, Voivodato de Pomerania, en el norte de Polonia. Se encuentra a unos 9 kilómetros al sureste de Szemud, a 19 kilómetros al sur de Wejherowo, y a 22 kilómetros al noroeste de la capital regional Gdańsk.
El pueblo tiene una población de 305 habitantes.